# Kultham
Kultham é uma aldeia no distrito de Shaheed Bhagat Singh Nagar, do estado de Punjab, Índia. Ela está localizada a 15 quilómetros de distância de Banga, a 10 quilómetros de Phagwara, a 27 quilómetros da sede do distrito Shaheed Bhagat Singh Nagar e a 119 quilómetros da capital Chandigarh. A aldeia é administrada por um Sarpanch, um representante eleito da aldeia.

## Demografia
De acordo com o censos de 2011, a aldeia tem um número total de 523 casas e uma população de 2511 elementos, dos quais 1295 são do sexo masculino e 1216 são do sexo feminino de acordo com o relatório publicado pelo Censo da Índia em 2011. A taxa de alfabetização da aldeia é 78.91%, estando a média do estado situada nos 75.84%. A população de crianças sob a idade de 6 anos é de 211, que é 8.40% da população total da aldeia, e a relação do sexo das criança é aproximadamente 803, quando comparada à média do estado de Punjab de 846. A maioria das pessoas pertence ao grupo Schedule Caste, constituindo cerca de 66.15% da população da aldeia. De acordo com o relatório publicado pelo Censo da Índia em 2011, 716 pessoas estavam envolvidas em actividades de trabalho fora da população total da aldeia que inclui 675 homens e 41 mulheres. De acordo com o relatório de pesquisa de censo de 2011, 98.74% dos trabalhadores descrevem seu trabalho como principal trabalho e 1.26% dos trabalhadores estão envolvidos na actividade marginal, que fornece subsistência por menos de 6 meses.

## Transporte
A aldeia tem uma estação ferroviária (Kulthamabdullashah Halt), que foi baptizada em honra a Abdullah Shah Qadri e está localizada a 1 quilómetro da Auto-estrada Estatal N.º 18, no entanto, a estação ferroviária de Phagwara fica a 10,4 quilómetros de distância da aldeia. O Aeroporto de Sahnewal é o aeroporto doméstico mais próximo, encontrando-se a 57 quilómetros, em Ludhiana, e o aeroporto internacional mais próximo fica situado em Chandigarh. Outro aeroporto internacional, o de Sri Guru Ram Dass Jee, é o segundo aeroporto internacional mais próximo, que fica a 126 quilómetros, em Amritsar.